# 하산 로하니
하산 로하니(영어: Hassan Rouhani , 페르시아어: ‌حسن روحانی. 문화어: 하싼 루하니, 1948년 11월 12일 ~ )는 이란의 정치인, 외교관, 교수이다. 중도 개혁파 정치인으로 알려져 있으며, 1991년부터 이란 공익 판별 회의의 일원으로 활동하고 있다. 2013년 대통령 선거에서 당선되어 8월 3일 취임하였다. 이후 2017년 대통령 선거에서 재선에도 성공하였다.

## 생애
1948년 이란 제국 셈난주 소르케에서 태어났다. 10대 시절 곰 신학원과 셈난 신학원에서 배웠고, 전국을 돌아다니며 팔레비 왕조 국왕에 반대하는 연설을 하면서 아야톨라 루홀라 호메이니의 주목을 받았다. 1972년 테헤란 대학교(법학)을 졸업한 뒤 영국 스코틀랜드의 글래스고 칼레도니언 대학교에서 석사와 박사 학위(1999년)를 받았다.
대학 졸업 이후에는 체포를 피해 프랑스로 도피했고, 파리에서 망명 중이던 호메이니와 합류해 훗날 이란 혁명 주도 세력의 일원이 된다. 알리 하메네이, 중도파 거물 아크바르 하셰미 라프산자니와 인연도 파리에서 시작됐다. 1979년 이란 혁명 이후 최고국방위원회 위원, 대통령 국가안보자문, 최고국가안보위원회 사무총장, 핵 협상 수석대표를 역임했다.

### 2013년 대통령 선거
2013년 5월 7일 이란 대통령 선거 후보자로 등록했으며, 6월 14일 대통령 선거에서 당선되었다. 8월 3일 이란의 제7대 대통령에 취임하였다.

### 2017년 대통령 선거
2017년 5월 19일 이뤄진 이란 대통령 선거에서 에브라힘 라이시를 상대로 승리해 연임에 성공하였다. 8월 5일 이란의 대통령에 연임하였다.

## 기타
- 2002년 이란 핵개발이 세계의 주목을 받는 가운데 2003년 초대 핵 협상 수석대표를 맡았고, 2004년에는 유엔 안전보장이사회 제재를 피하려고 우라늄 농축을 한시적으로 중단했다. 2005년 마무드 아마디네자드 대통령 취임 이후 대통령과 수 차례의 논쟁 끝에 핵 협상 수석대표 자리에서 물러났다. 그의 주장은 양보할 것은 양보해 제재를 피하면서 핵개발을 지속해야 한다는 것이었다.
- 2013년 대통령 선거 최종 후보 6명 중 유일한 성직자였다.
- 로하니는 최고국가안보위원회에서 하메네이의 대리인을 역임했을 정도로 최고지도자의 신임이 두텁다. 보수 성직자, 군부와도 원만하다.

## 역대 선거 결과
| 선거명      | 직책명        | 대수 | 정당       | 득표율 | 득표수       | 결과 | 당락 |
| ----------- | ------------- | ---- | ---------- | ------ | ------------ | ---- | ---- |
| 2013년 선거 | 이란의 대통령 | 7대  | 온건발전당 | 50.71% | 18,613,329표 | 1위  |      |
| 2017년 선거 | 이란의 대통령 | 7대  | 온건발전당 | 57.14% | 23,636,652표 | 1위  |      |

## 참고 자료
- 하산 로하니  - 공식 웹사이트